# Université pour femmes Ewha
L’université pour femmes Ewha (이화여자대학교 en hangeul, 梨花女子大學校 en hanja, transcrit en Ihwa Yeoja Daehakgyo avec la romanisation révisée du coréen ou Ihwa Yŏja Taehakkyo en romanisation McCune-Reischauer) est une université sud-coréenne située à Séoul. Elle a été créée en 1886.

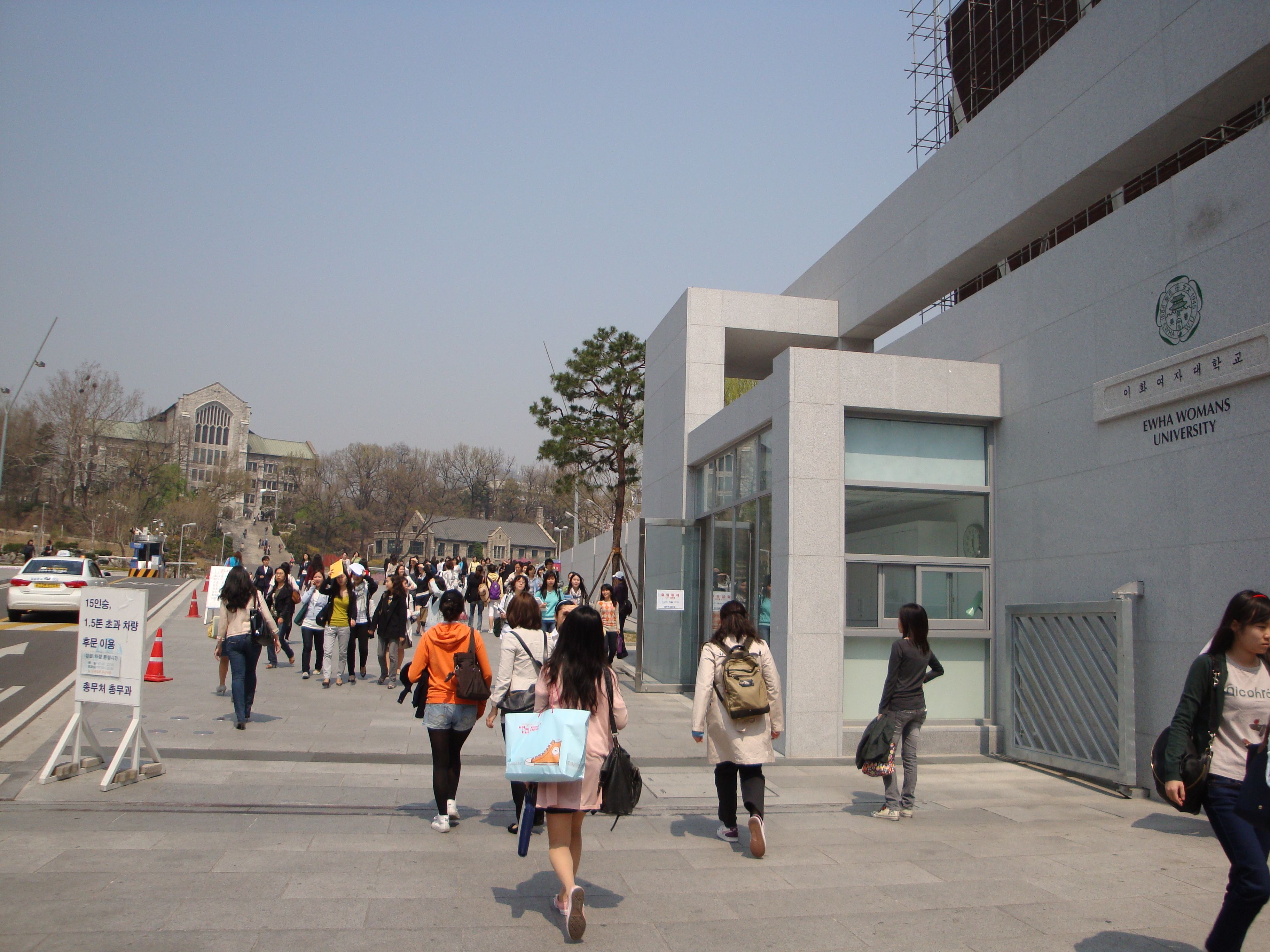
L'entrée principale en 2009.

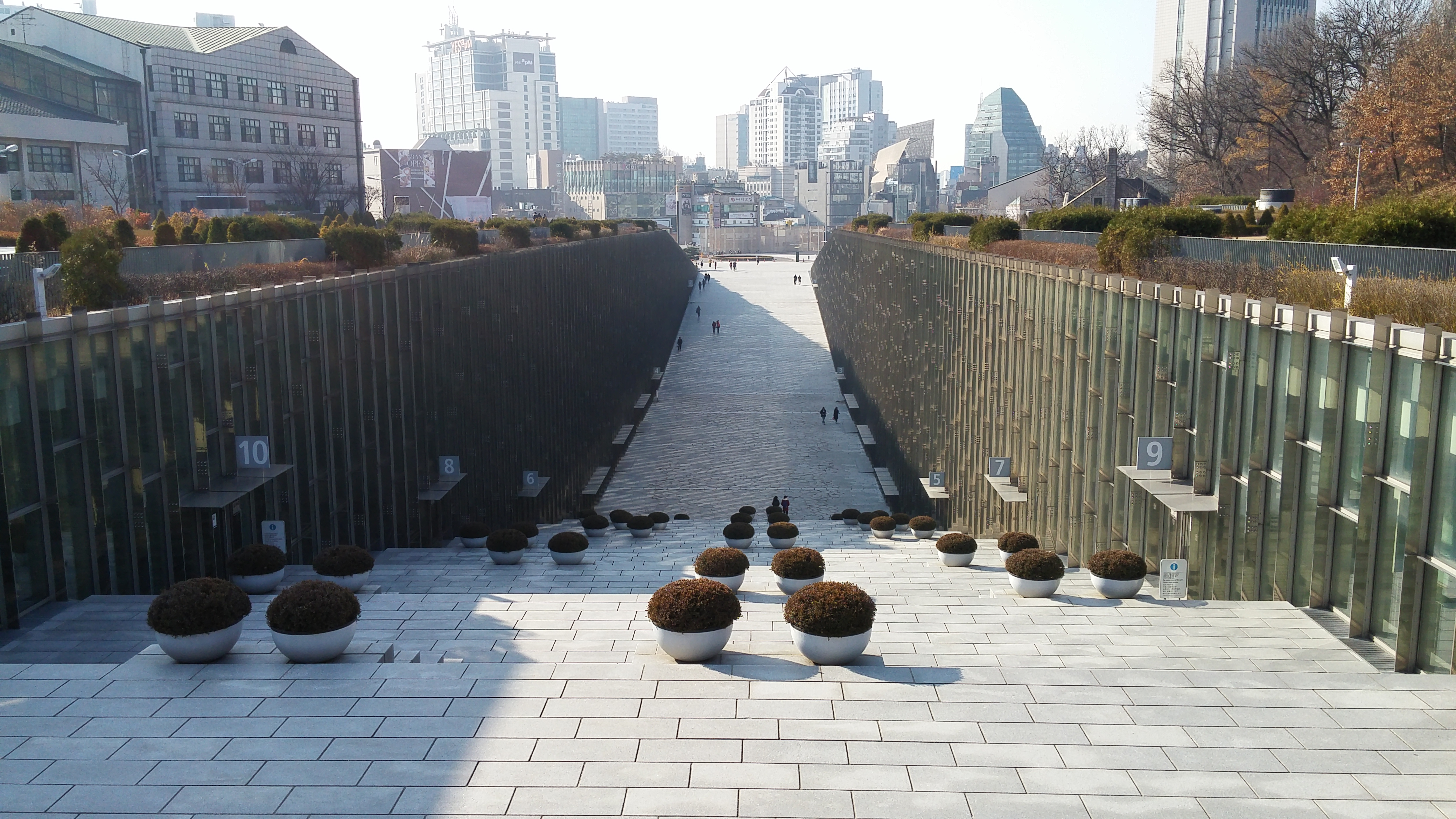
La « Vallée du campus », qui dessert plusieurs départements, une cafétéria et sert de forum. Architecte Dominique Perrault. 2004-2008

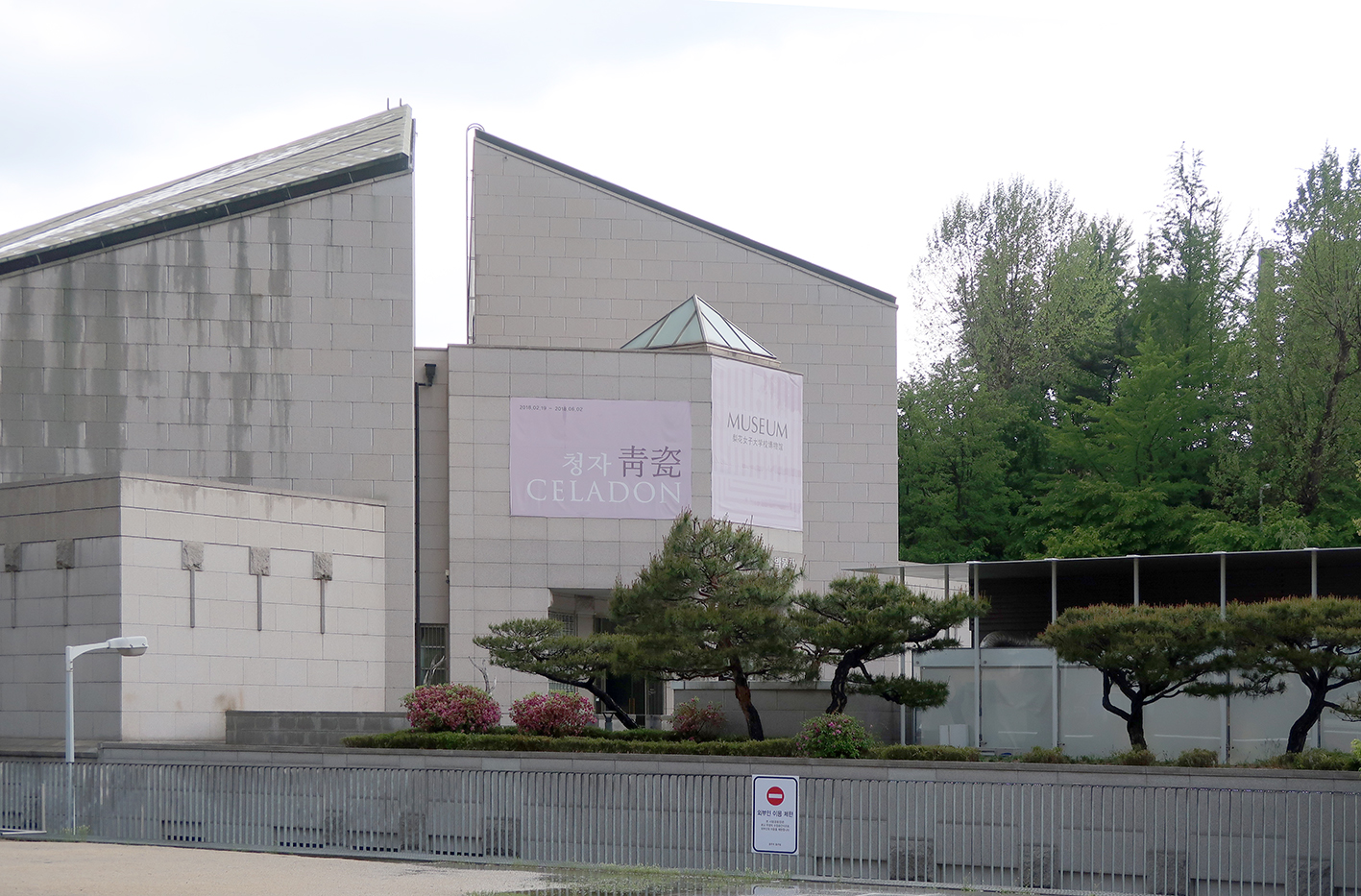
Le musée de l'université en 2018.

Son nom officiel international est Ewha Womans University, mais elle est plus communément appelée Ewha (Ihwa) par les étrangers en Corée ou 이대 (Idae) par les Coréens.

## Historique

### Origine
L’université féminine Ewha a été créée le 31 mai 1886 en tant qu'«école Ewha» (이화학당 梨花學堂) par Mary F. Scranton, une missionnaire américaine de l’église méthodiste épiscopalienne. Ewha est alors le premier institut d’éducation coréen pour les femmes
. Le nom  Ewha, signifiant « poirier en fleurs », est donné par l'empereur Kojong l’année suivante. L'objectif originel de l’école était de donner une éducation couvrant la maternelle, l'école primaire, le secondaire et les études supérieures, éducation fondée sur les valeurs chrétiennes en complément de l’éducation fondamentale en vigueur dans l'Empire coréen, puis dans la république de Corée.

### Le développement de l’université
En 1910, le cycle universitaire a une durée de 4 ans. En 1914, l’école maternelle est établie. En 1925, c'est le collège universitaire Ewha qui est établi. En 1928, les formations professionnelles sont autorisées.[réf. nécessaire] En 1933, l’école et le collège sont divisés en deux entités distinctes. En 1935, les locaux du collège universitaire déménagent sur le campus de Sinchon, à Seodaemun, sa localisation actuelle. En 1943, sous l'occupation japonaise, l'université se voit retirer son nom, et est ramenée au simple rang d'institut, avec un cycle d'une seule année d'enseignement. Deux ans plus tard, elle reprend ses prérogatives, et adopte le nom officiel d'Ewha Womans University. En 1946, elle devient la première université coréenne reconnue par le ministère de l’éducation.

## Organisation

### La fondation Ewha
L’université féminine Ewha est organisée sur le modèle de la fondation Ewha. Cette fondation est divisée en 3 entités:
- L’école maternelle
  - Le jardin d'enfants Ewha
  - L’école maternelle Ewha
- L’école primaire et le lycée
  - L’école primaire Ewha Kumnan
  - L’école primaire des filles Youngran
  - Le lycée Ewha Kumnan
  - Le lycée de formation industrielle Youngran
- L’université des femmes Ewha

### Les cursus

#### Les collèges universitaires
- Arts libéraux 
  - Langue et littérature coréennes
  - Langue et littérature françaises
  - Langue et littérature anglaise
  - Langue et littérature chinoises
  - Langue et littérature allemandes
  - Histoire
  - Études chrétiennes
  - Philosophie
- Sciences sociales
  - Sciences politiques et relations internationales
  - Administration publique
  - Science de la consommation
  - Économie
  - Sociologie
  - Sciences de l'information et des bibliothèques
  - Bien-être social
  - Psychologie
  - Communication et des médias
- Sciences naturelles
  - Mathématiques
  - Statistiques
  - Physique
  - Biosciences
  - Chimie et nanosciences
- Ingénierie
  - Informatique et génie
  - Sécurité informatique
  - Génie électronique et électrique
  - Sciences et génie alimentaires
  - Génie chimique et sciences des matériaux
  - Architecture
  - Génie des systèmes architecturaux et urbains
  - Sciences et génie de l'environnement
  - Génie des systèmes climatiques et énergétiques
- Musique
  - Instruments à clavier
  - Instruments à cordes
  - Musique vocale
  - Composition
  - Musique coréenne
  - Danse
- Art & Design
  - Peinture coréenne
  - peinture occidental
  - Sculpture
  - Arts céramiques
  - Design d'espace
  - Conception de la communication visuelle
  - Dessins industriels
  - Conception de l’interaction avec les médias
  - Arts de la fibre
  - Design de mode
- Éducation
  - Éducation
  - Éducation de la petite enfance
  - Éducation primaire
  - Technologie éducative
  - Éducation spéciale
  - Éducation anglaise
  - Éducation des études sociales : Il y a trois spécialités dans département « Éducation des études sociales », 1) Éducation sciences sociales(en France : sciences économiques et sociales) Éducation histoire 3) Éducation géographie
  - Éducation coréenne
  - Éducation des sciences : Il y a quatre spécialités dans département « Éducation des sciences », 1) Éducation physique 2) Éducation chimie 3) Éducation biologie 4) Éducation sciences de la Terre
  - Éducation mathématiques
- Business administration
  - Administration des affaires
- Convergence de la science et de l’industrie
  - Convergence du contenu
  - Industrie de la mode
  - Administration du Bureau international
  - Kinésiologie et études sportives
  - Sciences de la nutrition et gestion des aliments
  - Convergence de la santé
- Médecine
  - Pré-médecine
  - Médecine
- Sciences infirmières
  - Sciences infirmières
  - Santé mondiale et sciences infirmiers
- Pharmacie
  - Pharmacie
- Collège de Scranton
  - Programme des distinctions honorifiques de Scranton
  - Sciences cérébrales et cognitives
  - Études internationales
  - Études coréennes mondiales

#### Les écoles graduate
- The graduate School
- Études internationales
- Traduction et interprétation
- Aide sociale
- Commerce
- Médecine
- Éducation
- Droit
- Théologie
- Sciences administrative publique
- Performance artistique
- Clinique des sciences de la santé
- Clinique dentaire
- Enseignement des langues étrangères

#### Les programmes internationaux
- Le programme d’études à l’étranger et d’échanges internationaux

Ce programme permet aux étudiants des 700 universités partenaires d'Ewha d'effectuer un échange universitaire gratuit d'un ou deux semestres au sein de l’établissement. Il permet également aux étudiantes dont l'université n'a pas d'accord direct avec Ewha, d'effectuer un ou plusieurs semestres au sein de l’établissement. Les cours disponibles sont les cours en coréen des différents collèges, les cours de langues intensifs de coréen et les cours en anglais des différentes écoles graduates. Cependant, alors que l'université reste exclusivement réservée aux étudiantes coréennes, le programme international est mixte.
- Le collège universitaire international d’été Ewha
- Le centre linguistique Ewha
- La Cyber université internationale

### Recherche
La recherche au sein d'Ewha est divisée entre 2 ensembles d'instituts et de centres de recherche. Il y a en tout 61 instituts de recherche au sein de l’université.

#### Les instituts et centres de recherche affiliés à l’université
- La recherche dans les arts libéraux et les sciences sociales
  - Centre de recherche du multiculturalisme
  - Centre des études sur la paix
  - Institut Ewha pour les humanités
  - Institut d’éducation et de soin de la petite enfance
  - Institut pour le développement et la sécurité humaine
  - Institut des études pour l'unification
  - Institut de l'histoire mondiale
  - Institut de recherche sur la culture coréenne
  - Institut des femmes coréennes
- La recherche dans les sciences naturelles
  - Centre de recherche Bio-Redox System
  - Centre de recherche pour la découverte de médicaments et le signalement des cellules
  - Centre de recherche pour le signalement des cellules
  - Centre des matériaux intelligent Nano-bio
  - Institut de l'univers primitif
  - Institut des technologies et de la science de la vie moléculaire
  - Centre de recherche des nouvelles énergies et des énergies renouvelables
  - Centre de recherche des métamatériels quantiques
  - Institut de recherche pour les sciences fondamentales
  - Centre principal des femmes dans la science et l’ingénierie
- La recherche dans l’ingénierie
  - Centre de la réalité virtuelle et graphisme informatique
  - Institut de la technologie culturelle
  - Centre de recherche et développement du contage numérique d'histoire
  - Centre de recherche de logiciel embarqué
  - Institut de télécommunication et d'information Ewha
  - Centre de recherche des tempêtes violentes
- La recherche dans les arts et sciences de la santé
  - Centre de la performance artistique
  - Institut de recherche sur le design de couleurs
  - Institut de recherche sur le design de la mode

#### Les instituts et centres de recherche affiliés au collège universitaire et au centre médical
- La recherche dans les arts libéraux et les sciences sociales
  - Centre d’études de la culture chinoise
  - Centre de recherche des médias et de la communication
  - Institut de recherche sur l’éducation Ewha
  - Institut pour l’éthique et les lois biomédicales
  - Institut des sciences du droit Ewha
  - Institut de recherche écologie humaine
  - Institut du droit des genres
  - Institut pour la coopération et les échanges internationaux
  - Institut pour le recherche sur l'aide sociale
  - Centre de recherche de gestion
  - Institut de recherche pour l'instruction de curriculum
  - Institut de recherche des sciences sociales
  - Institut de recherche des études de traduction
  - Institut de recherche de l’éducation spéciale
- La recherche dans les sciences naturelles
  - Institut de recherche de la nutrition et cuisine asiatique
  - Institut des sciences mathématiques
  - Institut des bio et nano technologies
  - Institut de recherche des sciences infirmières
  - Institut de recherche des éco-sciences
  - Institut de recherche des sciences en pharmacie
- La recherche dans l’ingénierie
  - Institut de recherche environnemental
  - Centre de micro-électronique Hynix-Ewha
- La recherche dans les arts et sciences de la sante
  - Institut de recherche en céramique
  - Institut de musique Ewha
  - Institut de recherche des sciences du mouvement
- Institut de recherche médicale

### Réputation
L’université a une très bonne réputation en Corée et reste une des universités de prédilection pour les Coréennes. En 2010 au concours d’entrée des universités, elle s'est hissée à la 10e place en termes de moyenne des scores des étudiantes entrant dans l’université (score moyen de 200/350), toutes spécialités confondues.

## Campus et installations

### Campus

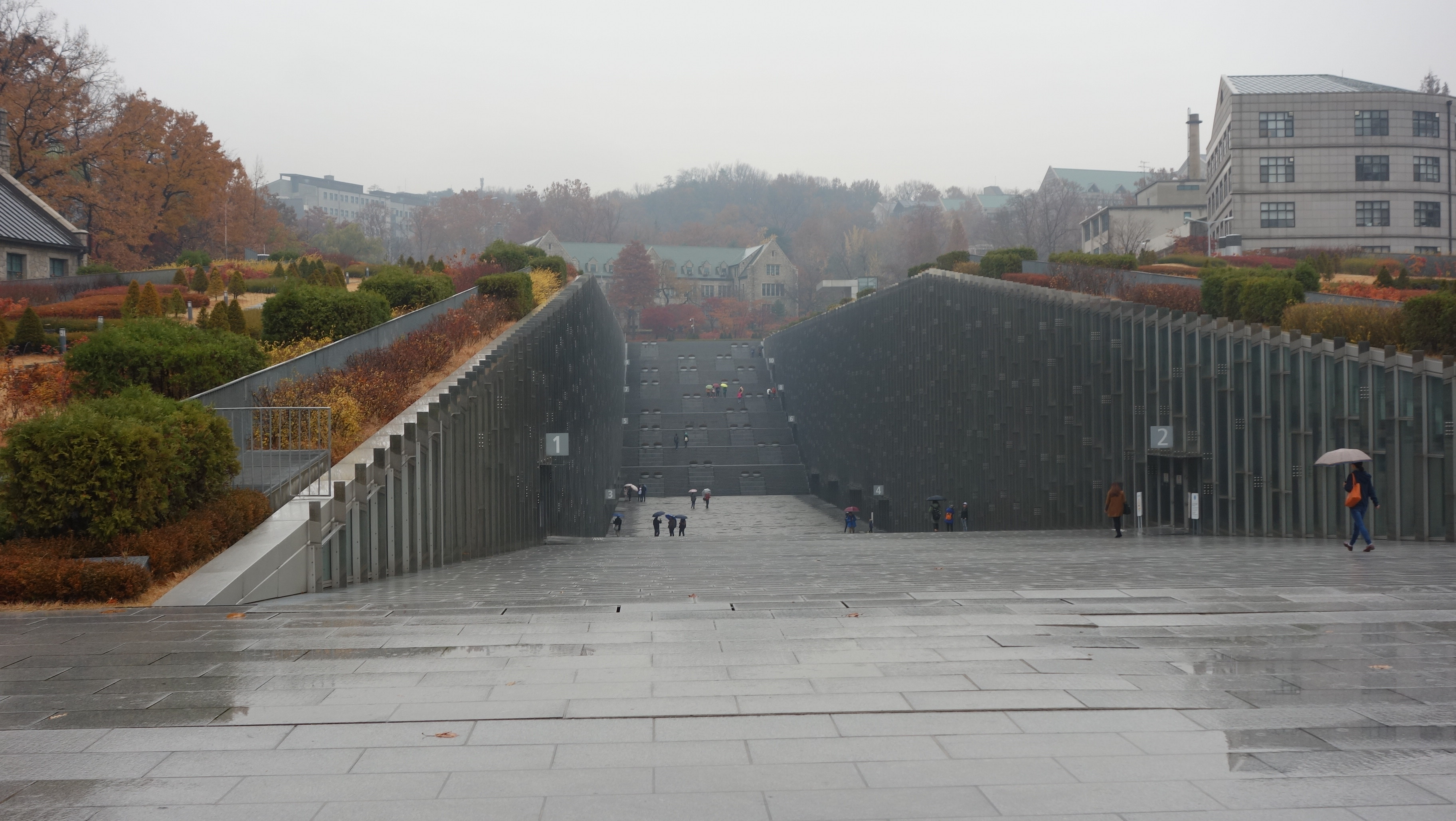
La « Vallée du campus » de l’université, dans le prolongement de l'entrée principale et de la rue piétonne qui mène à la station de métro.

Le campus de l’université s’étend sur une surface d'approximativement 59 ha comprenant 73 bâtiments représentant à peu près 48 ha du campus.
Les bâtiments principaux construit entre 2004 et 2008, ont été conçus par l'architecte français Dominique Perrault. Ils se présentent entièrement enterré, édifiés autour d’une large entaille, de part et d'autre de laquelle se dressent deux façades constituées comme de hautes falaises de verre. Leurs toits végétaux épousent la pente naturelle du terrain. L'ensemble de ce complexe de 70 000 m2 accueille des lieux d’études (salles de cours, amphithéâtres, bibliothèques…), les services administratifs et des espaces commerciaux (théâtre, cinéma, cafétéria, boutiques…). Le bâtiment a fait l'objet d'un documentaire dans la collection Architectures diffusé pour la première fois sur Arte en 2006.
Le campus d'Ewha se situe dans le quartier étudiant de Sinchon dans l'arrondissement de Seodaemun à Séoul. L’université est séparée du campus de l'université Yonsei par une route.
Le quartier autour du campus est très connu pour son ambiance étudiante très animée le soir.
La nuit, un couvre-feu est instauré invitant les garçons à quitter obligatoirement le campus, à l'exception des étudiants masculins en échange international dans l'université.

### Les autres installations
Le campus dispose de tout un éventail d'installations permettant d'y vivre sans jamais avoir à quitter le campus. On peut y trouver entre autres une banque Shinhan, la poste, une librairie Kyobo, un centre commercial (opticien, boulangerie, SK Telecom, cordonnier...), un musée d'art célèbre, un musée des sciences naturelles, des bibliothèques, des parcs et un parking.

#### Les restaurants universitaires
Le campus a 7 différentes cafétérias comprenant différentes cuisines. La cafétéria principale dispose de 1500 places pour 3 cuisines différentes. La cafétéria du dortoir Hanwoori dispose de 350 places. Il y a également 2 plus petites cafétérias, l'une dans le Hellen Hall et l'autre dans le Morris Hall. Les cafétérias Jin Kwan et Mi Kwan sont réservées pour le personnel de l’université pour la première et pour les invités de l’université pour la seconde. Et Il y a aussi des cafétérias pour les étudiantes dans E-house.

#### Les logements
Sur le campus, il y a 5 dortoirs divisés en 3 types de bâtiments. Le Hanwoori Hall est réservé aux étudiantes undergraduates. Il a été ouvert en 1999. Les dortoirs A et B sont réservés aux étudiantes graduates. Le bâtiment Ewha-Samsung international House est le bâtiment réservé aux étudiantes internationales. Ces 3 bâtiments ont été inaugurés en 2006.
Un deuxième bâtiment a été ajouté à l'International House en 2012 afin de renforcer le nombre de places pour les étudiantes étrangères. Et E-House a été inauguré en août 2016. C'est un bâtiment écologique qui peut accueillir environ 2 156 personnes et à l'intérieur de ce bâtiment il y a des installations de commodité telles que des boulangeries, des magasins de proximité et des cafétérias pour étudiantes.

#### Les installations religieuses
Au cœur du campus, on y trouve le grand auditorium(qui s'appelle Welch-Ryang Auditorium) ou l’église de l’université où sont célébrées les messes. Il y a également 6 autres salles de prières disséminées sur le campus. L’université étant chrétienne, les étudiantes undergraduates sont incitées à participer à la messe et aux prières au moins une fois par semaine par l'obtention de 8 crédits nécessaires à la validation des diplômes. Ils doivent également suivre au moins un cours en relation avec les études chrétiennes qui leur rapporte 3 crédits.

#### Les installations médicales
Sur le campus, il y a le centre du service de santé de l’université qui permet de recevoir des soins de santé, des traitements médicaux mais également les installations d’études. Le Centre Médical Ewha, l’hôpital d'Ewha, se trouve dans le quartier Mok-dong dans l'arrondissement Yangcheon-gu et emploie approximativement un millier de personnes à travers ses 22 départements.

## La vie étudiante

### Les associations / cercles d’étudiantes
L'association Life Cooperative est une organisation de type coopérative où tous les profits générés par les activités de ses associations sont utilisés pour le bénéfice de la communauté ou les œuvres caritatives. Les associations sont gérées par les étudiantes, les professeurs et les membres de l’université. Elles sont au nombre de 65 et sont classées en 7 catégories : religieuses, académiques, science sociale, solidarité, culturelles, sportives et de spectacle vivant.

### Le sport
Sur le campus, on peut trouver des installations sportives dont des courts de squash, de tennis, de golf, une piscine, un centre de fitness et une piste d’athlétisme. Il y a 6 associations sportives au sein d'Ewha à savoir celle de kumdo, de taekwondo, de yacht, de plongée sous-marine, d'escalade et d'autres arts martiaux.

## Personnalités liées à l'université

### Enseignants
- Pak Tu-jin, poète
- Yi In-hwa, ancien professeur de littérature coréenne puis des médias numériques
- Lee Eun-sang (1903-1982), poète et historien

### Étudiantes
- Cho Hae-jin, auteure
- Heo Geun-uk, auteure
- Jung Mikyung, auteure
- Kang Sok-kyong, auteure
- Kim Chae-won, auteure
- YoungJu Choie, mathématicienne
- Yu Gwan-sun, une des figures des mouvements de résistances de 1919 contre la colonisation japonaise
- Kang Shin-jae, auteure
- Lee Soon-ja, ancienne première dame sud-coréenne
- Son Myung-soon, ancienne première dame sud-coréenne
- Lee Hee-ho, ancienne première dame sud-coréenne
- Kim Yoon-ok, ancienne première dame sud-coréenne
- In-kyung Park, artiste
- Kim Ju-hyeon, musicienne
- Kim Sang-hee, première femme vice-présidente de l'Assemblée nationale de Corée du Sud